# Tom Spencer
Tom Spencer (n. 10 aprilie 1948, Nottingham, Anglia, Regatul Unit – d. 4 mai 2023) a fost  un om politic britanic, membru al Parlamentului European în perioadele 1979-1984, 1989-1994 si 1994-1999 din partea Regatului Unit.